# Tatran Střešovice
Tatran Střešovice (dříve také Tatran Teka Střešovice, Tatran Omlux Střešovice, TJ Tatran Střešovice a IBK Forza Tatran) je florbalový klub z pražských Střešovic založený v roce 1991. Společně s Florbal Chodov, se kterým odehrály první český ligový zápas, je tak nejstarším florbalovým klubem v Česku. Klub je součástí TJ Tatran Střešovice.
Mužský i ženský tým hrají oba nejvyšší české soutěže. Oddíl je společně s 1. SC Vítkovice a Florbal Chodov jedním ze tří, které získaly mistrovský titul v mužské i ženské lize. Mužský tým je s 18 tituly a jediným českým vítězstvím na Poháru mistrů nejúspěšnějším českým týmem. 
Klub též zaštiťuje mnoho mládežnických oddílů, v nichž sdružuje přes 1300 aktivních hráčů a hráček. Juniorský tým desetkrát vyhrál mistrovský titul, naposledy v sezóně 2024/2025. Klub dále pořádá mezinárodní florbalový turnaj Czech Open. Společně s 1. SC Vítkovice je jedním ze dvou českých oddílů, které na tomto turnaji zvítězily v mužské i ženské kategorii.

## Mužský tým
Mužský tým s názvem ESA logistika Tatran Střešovice je jedním z jen čtyř týmů, které hrají Superligu florbalu nepřetržitě od jejího založení v roce 1993. Až do sezóny 2011/2012 byl dominantním týmem nejvyšší soutěže, kdy vyhrál mistrovský titul ve všech sezónách s výjimkou 1995/1996, 1996/1997, 1999/2000, 2008/2009. Celkově klub získal rekordních 18 titulů, poslední v sezóně 2023/2024.

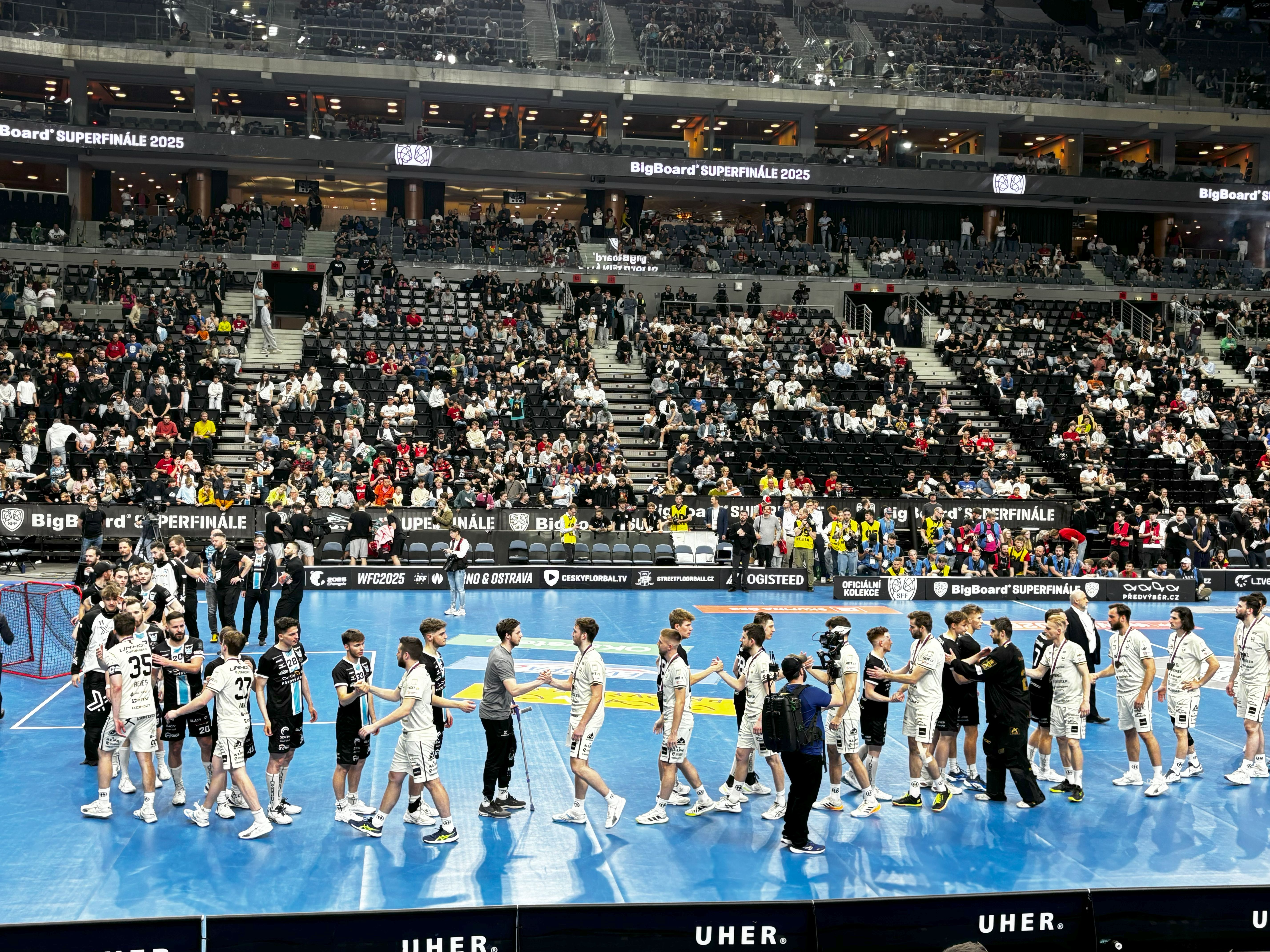
Mužský tým (v bílém) v sezóně 2024/2025 po prohraném superfinále

Tým je také historicky nejúspěšnější v Poháru Českého florbalu, ve kterém dokázal zvítězit osmkrát, naposledy v ročníku 2024/2025. V roce 2024 vyhrál jako první český tým v historii Pohár mistrů, když ve finále porazil švédský tým IBF Falun. V tomto roce získal i ligový a pohárový titul, tedy tzv. treble. Druhé místo v Poháru mistrů získal již v roce 2011 jako druhý český tým.

### Největší úspěchy
- 18× mistr ČR: 2024, 2023, 2015, 2012, 2011, 2010, 2008, 2007, 2006, 2005, 2004, 2003, 2002, 2001, 1999, 1998, 1995 a 1994
- 6× vicemistr ČR: 2025, 2022, 2014, 2009, 2000 a 1997
- 3× 3. místo: 2017, 2013, 1996
- 1. místo na Poháru mistrů 2024
- 2. místo na Poháru mistrů 2011
- 8× vítěz Poháru Českého florbalu: 2025, 2024, 2010, 2009, 2008, 2007, 2006, 2005
- Další úspěchy: vítěz Czech Open 2022, 2021 a 1999, 2. místo Czech Open 2008 a 2000, 3. místo 2009, 2011
- Rekord 78 bodů v základní části sezóny 2022/2023[18]

### Sezóny

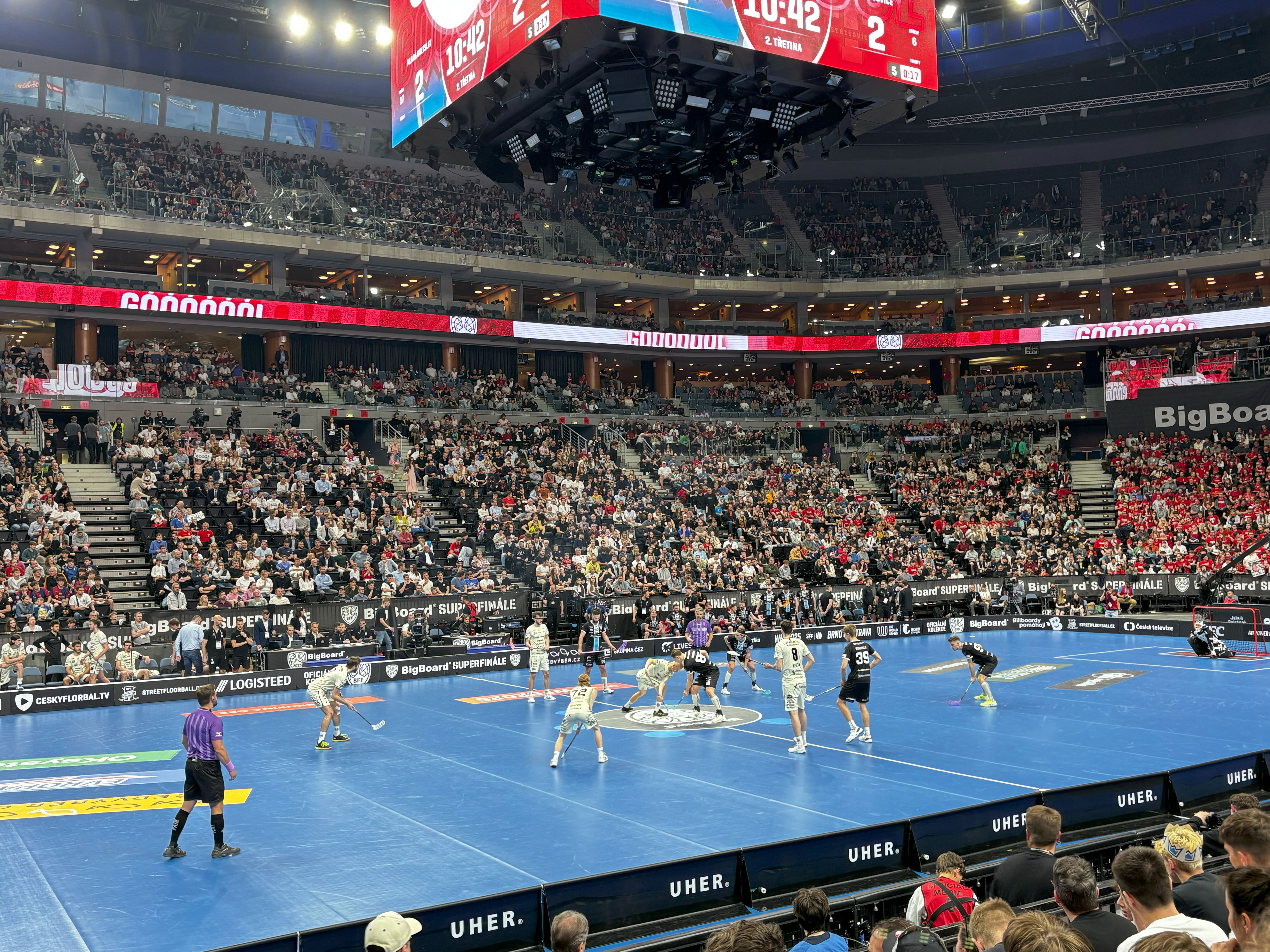
Mužský tým (v bílém) v superfinále v sezóně 2024/2025

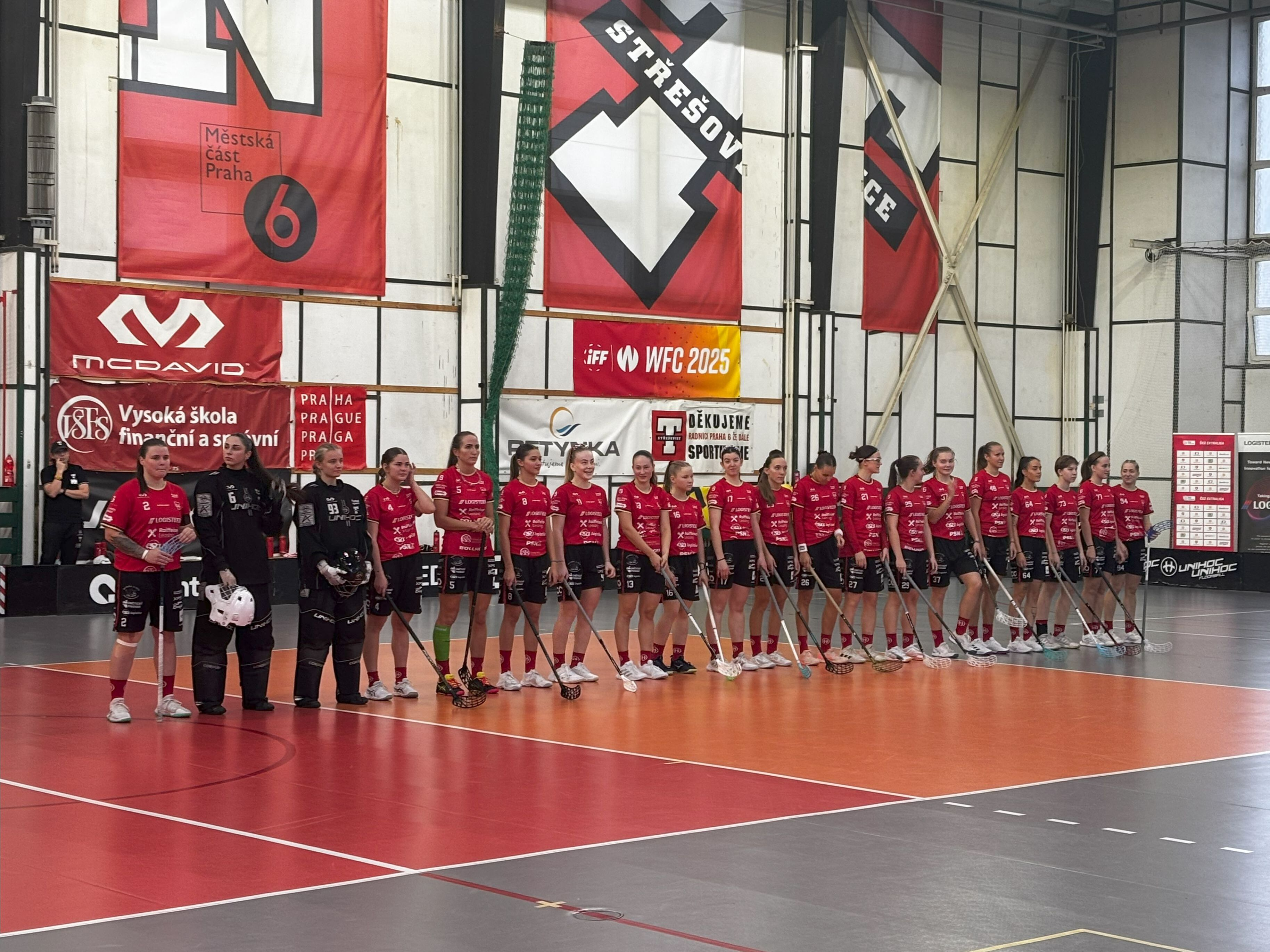
Ženský tým v domácí hale Stodola Aréna Střešovice v roce 2025

| Sezóna    | Úroveň | Soutěž              | Umístění | Poznámka                                                                                       |
| --------- | ------ | ------------------- | -------- | ---------------------------------------------------------------------------------------------- |
| 1993/1994 | 1      | 1. liga             | 1.       | Hrála se jen základní část                                                                     |
| 1994/1995 | 1      | 1. liga             | 1.       | Hrála se jen základní část                                                                     |
| 1995/1996 | 1      | 1. liga             | 3.       | Hrála se jen základní část                                                                     |
| 1996/1997 | 1      | 1. liga             | 2.       | Vicemistr po prohře ve finále play-off proti 1. SC SSK Vítkovice                               |
| 1997/1998 | 1      | 1. liga             | 1.       | Mistr po vítězství ve finále play-off proti 1. SC SSK Vítkovice                                |
| 1998/1999 | 1      | 1. liga             | 1.       | Mistr po vítězství ve finále play-off proti FBC Ostrava                                        |
| 1999/2000 | 1      | 1. liga             | 2.       | Vicemistr po prohře ve finále play-off proti 1. SC SSK Vítkovice                               |
| 2000/2001 | 1      | 1. liga             | 1.       | Mistr po vítězství ve finále play-off proti Akcent Sparta                                      |
| 2001/2002 | 1      | 1. liga             | 1.       | Mistr po vítězství ve finále play-off proti Torpedo Pegres Havířov                             |
| 2002/2003 | 1      | 1. liga             | 1.       | Mistr po vítězství ve finále play-off proti FBC Pepino Ostrava                                 |
| 2003/2004 | 1      | 1. liga             | 1.       | Mistr po vítězství ve finále play-off proti FBC Pepino Ostrava                                 |
| 2004/2005 | 1      | 1. liga             | 1.       | Mistr po vítězství ve finále play-off proti FBC Pepino Ostrava                                 |
| 2005/2006 | 1      | Fortuna extraliga   | 1.       | Mistr po vítězství ve finále play-off proti FBC SGB Pepino Ostrava                             |
| 2006/2007 | 1      | Fortuna extraliga   | 1.       | Mistr po vítězství ve finále play-off proti Torpedo Pegres Havířov                             |
| 2007/2008 | 1      | Fortuna extraliga   | 1.       | Mistr po vítězství ve finále play-off proti 1. SC SSK Vítkovice                                |
| 2008/2009 | 1      | Fortuna extraliga   | 2.       | Vicemistr po prohře ve finále play-off proti 1. SC SSK WOOW Vítkovice                          |
| 2009/2010 | 1      | Fortuna extraliga   | 1.       | Mistr po vítězství ve finále play-off proti 1. SC WOOW Vítkovice                               |
| 2010/2011 | 1      | Fortuna extraliga   | 1.       | Mistr po vítězství ve finále play-off proti FBC Remedicum Ostrava                              |
| 2011/2012 | 1      | Fortuna extraliga   | 1.       | Mistr po vítězství ve finále play-off proti 1. SC WOOW Vítkovice                               |
| 2012/2013 | 1      | AutoCont extraliga  | 3.       | Vypadnutí v semifinále play-off proti TJ JM Pedro Perez Chodov                                 |
| 2013/2014 | 1      | AutoCont extraliga  | 2.       | Vicemistr po prohře ve finále play-off proti 1. SC WOOW Vítkovice                              |
| 2014/2015 | 1      | AutoCont extraliga  | 1.       | Mistr po vítězství ve finále play-off proti Technology Florbal MB                              |
| 2015/2016 | 1      | Tipsport Superliga  | 5.       | Vypadnutí ve čtvrtfinále play-off proti 1. SC Vítkovice Oxdog                                  |
| 2016/2017 | 1      | Tipsport Superliga  | 3.       | Vypadnutí v semifinále play-off proti Technology Florbal MB                                    |
| 2017/2018 | 1      | Tipsport Superliga  | 7.       | Vypadnutí ve čtvrtfinále play-off proti 1. SC TEMPISH Vítkovice                                |
| 2018/2019 | 1      | Tipsport Superliga  | 5.       | Vypadnutí ve čtvrtfinále play-off proti 1. SC TEMPISH Vítkovice                                |
| 2019/2020 | 1      | Superliga florbalu  | 6.       | Sezóna ukončena za stavu 1 : 1 na zápasy ve čtvrtfinále play-off proti FAT PIPE Florbal Chodov |
| 2020/2021 | 1      | Livesport Superliga | 6.       | Vypadnutí ve čtvrtfinále play-off proti ACEMA Sparta Praha                                     |
| 2021/2022 | 1      | Livesport Superliga | 2.       | Vicemistr po prohře ve finále play-off proti Předvýběr.CZ Florbal MB                           |
| 2022/2023 | 1      | Livesport Superliga | 1.       | Mistr po vítězství ve finále play-off proti 1. SC TEMPISH Vítkovice                            |
| 2023/2024 | 1      | Livesport Superliga | 1.       | Mistr po vítězství ve finále play-off proti Předvýběr.CZ Florbal MB                            |
| 2024/2025 | 1      | Livesport Superliga | 2.       | Vicemistr po prohře ve finále play-off proti Předvýběr.CZ Florbal MB                           |

### Známí trenéři
- Zdeněk Skružný (1997–2003, 2005–2006)
- Petr Ďarmek (2006–2008, 2008–2009)

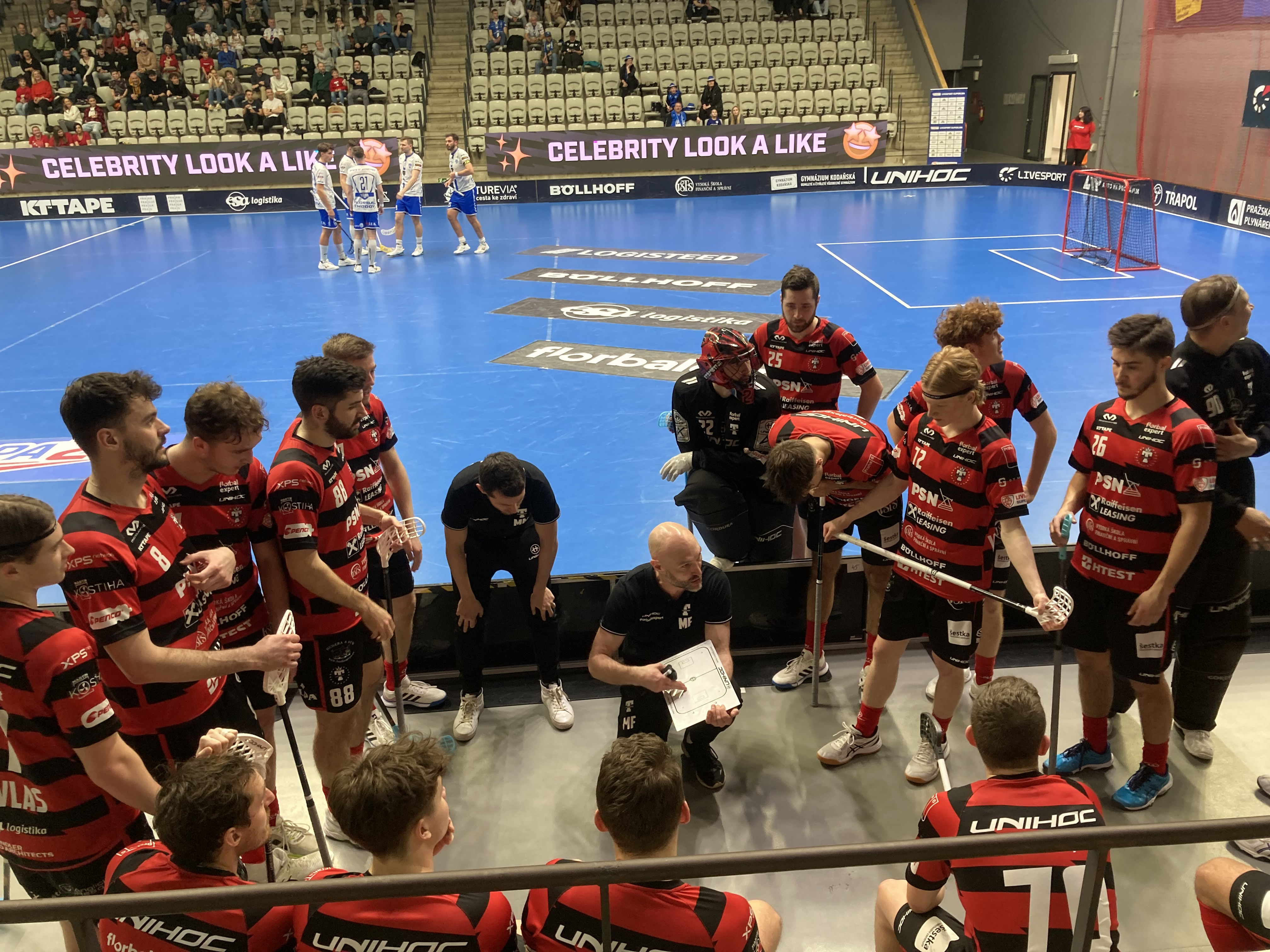
Mužský tým v semifinále sezóny 2023/2024

- Jan Zahalka (2009–2013)
- Luděk Beneš (2016–2018)
- Milan Fridrich (2018–)

### Známí současní hráči

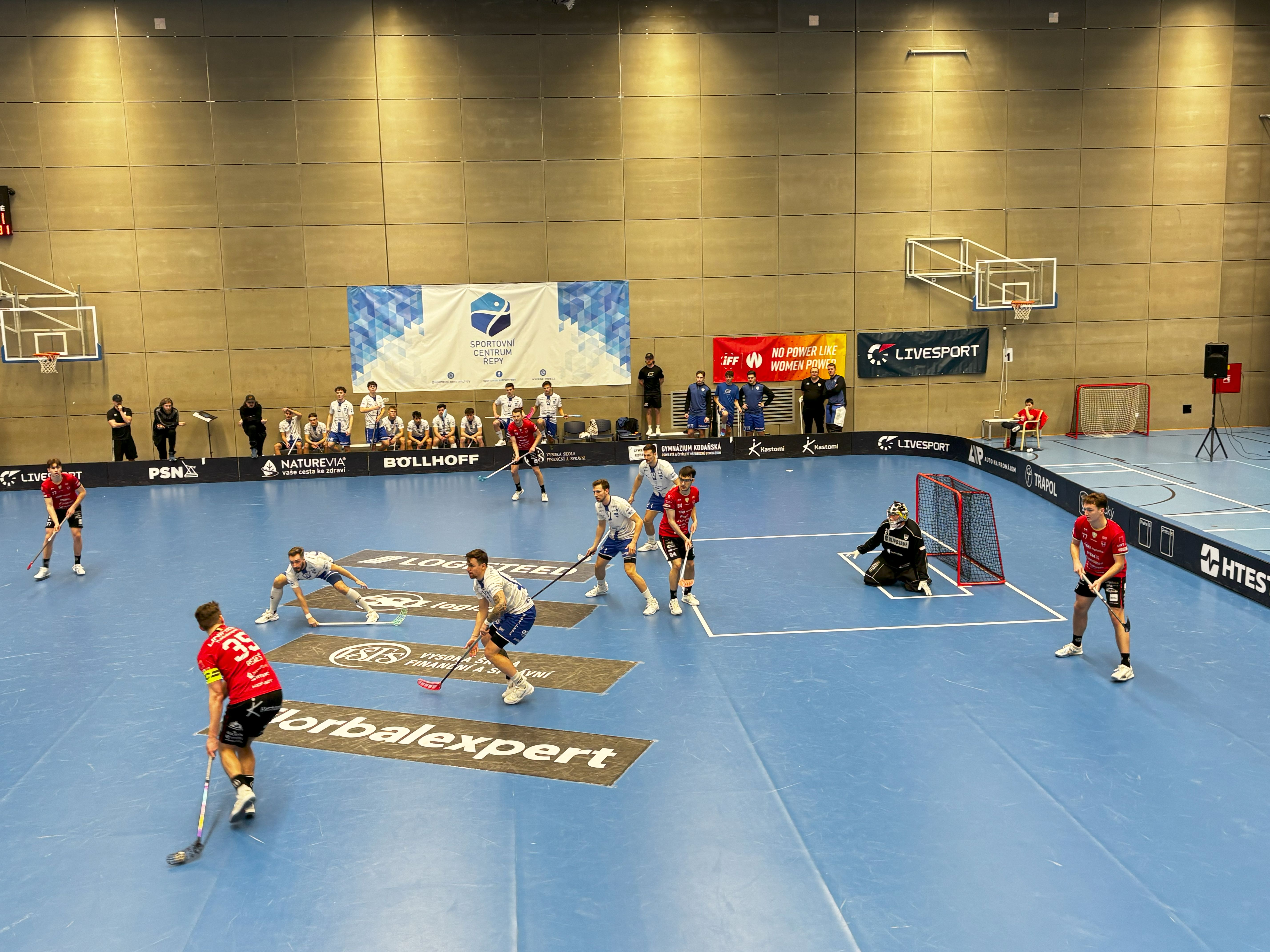
Mužský tým (v červeném) v semifinále Poháru Českého florbalu v roce 2025

- Marek Beneš (2014–2019, 2021–)
- Tomáš Hanák (2022–)
- Matěj Havlas (2019–)
- Martin Kisugite (2023–)

### Známí bývalí hráči
- Lukáš Bauer (2008–2010)
- Luděk Beneš (2001–2003)
- Radim Cepek (1996–1998, 1999–2000, 2001–2002)
- Marek Deutsch (2003–2019)
- Petr Ďarmek (1993–2003, 2004–2006)
- Milan Fridrich (2005–2016)
- Vladimír Fuchs (1993–1996, 1997–2006)
- Milan Garčar (2005–2009, 2010–2012, 2013–2014)
- Jakub Gruber (2013–2016)
- Miroslav Hanzlík (1993–2000, 2002–2004, 2006–2008)
- Aleš Jakůbek (1998–2005)
- Jiří Jandáček (1993–2002, 2003–2005)
- Tomáš Jurco (2020–2024)
- Michal Jedlička (2003–2010)
- Matěj Jendrišák (2008–2009)
- Tomáš Kafka (1995–2007, 2008–2010, 2011–2018)
- Filip Langer (2017, 2018–2021)
- Jan Natov (2011–2015)
- Ondřej Němeček (2015–2018, 2020–2023)
- Tom Ondrušek (2010–2013)
- Johan von der Pahlen  (2005–2007, 2008–2013)
- David Podhráský (2006–2008)
- Martin Richter (2007–2015, 2016)
- Juraj Šádek (1993–2007)
- Tomáš Vávra (2004–2014)
- Jan Zahalka (1998–2002)

## Ženský tým

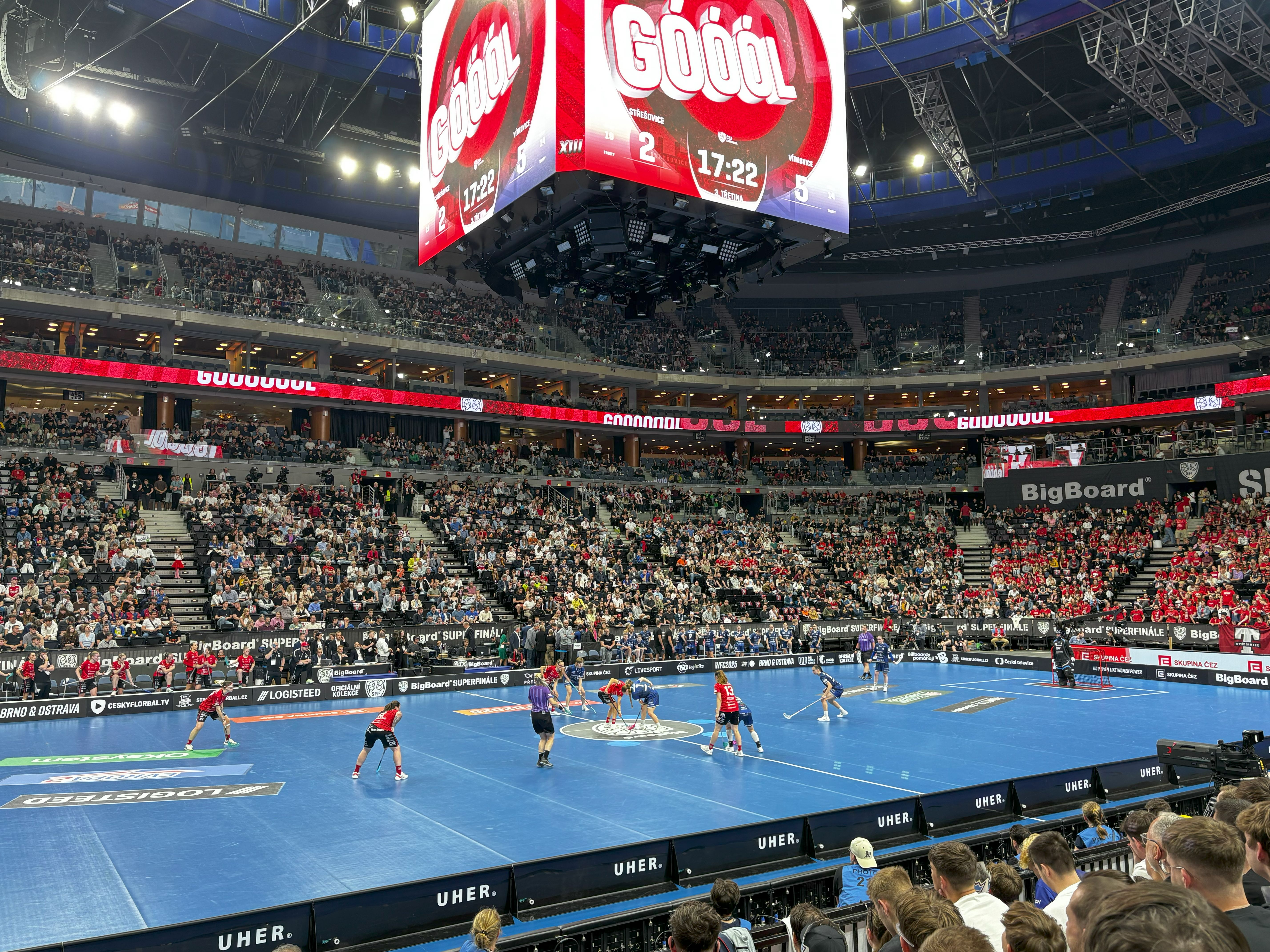
Ženský tým (v červeném) v superfinále v sezóně 2024/2025

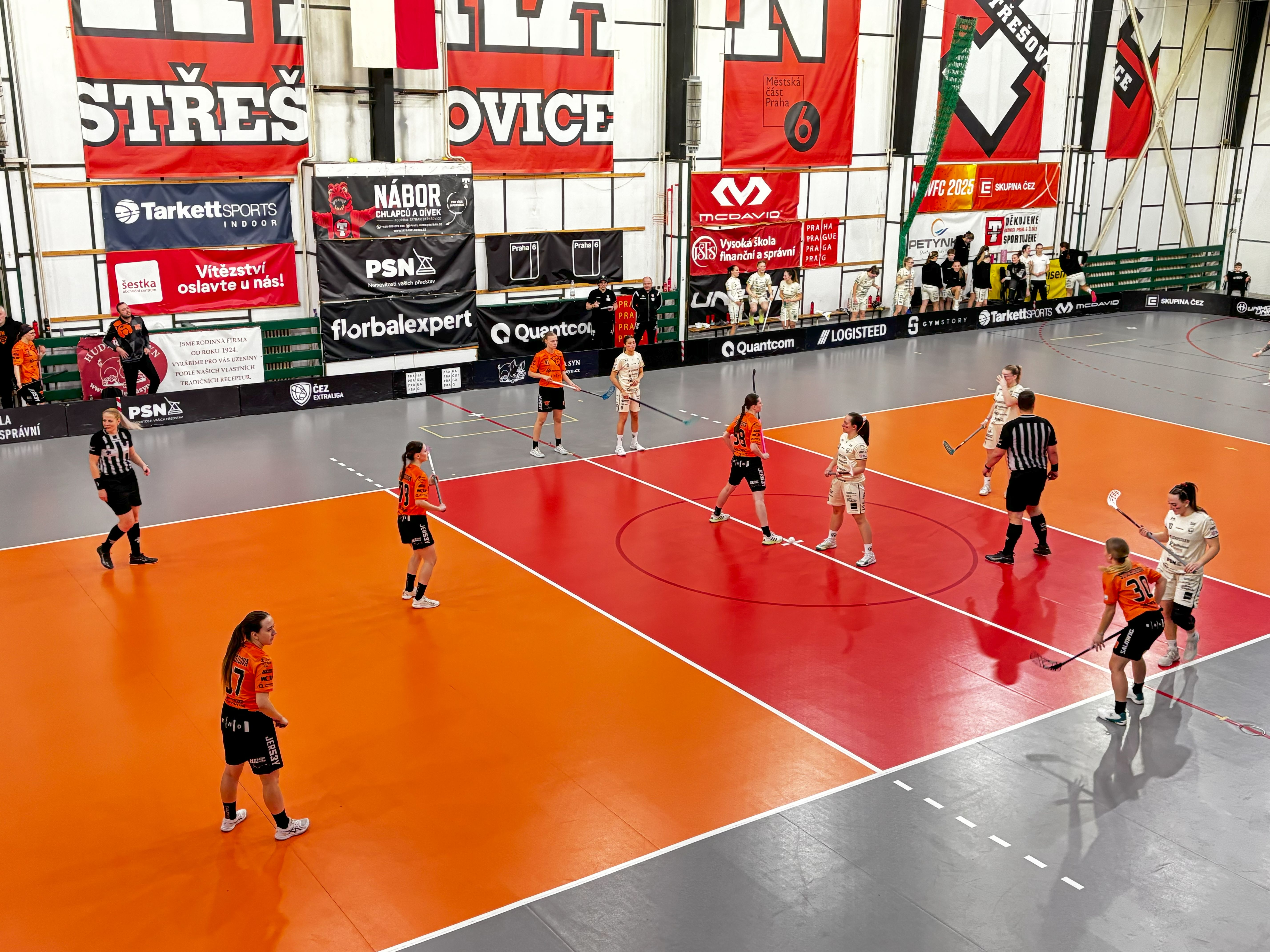
Ženský tým (v bílém) v domácím čtvrtfinále sezóny 2024/2025

Ženský tým hraje Extraligu žen od sezóny 2017/2018 pod názvem Logisteed Tatran Střešovice, po ročním sestupu do 1. ligy. Jinak tým hrál Extraligu většinu sezón od jejího založení v roce 1994. V prvních pěti sezónách existence ligy (1994/1995 až 1998/1999) získal tým všechny mistrovské tituly. V roce 1999 obdržel tým bronz na Poháru mistrů, první českou mezinárodní medaili.
V sezónách 2006/2007 až 2008/2009 hrály ženy ve společném týmu s klubem 1. HFK Děkanka (také známým jako Děkanka Praha) pod názvem 1. HFK CON INVEST Děkanka Praha. Spolupráce skončila oddělením týmu Herbadent Tigers SJM. Od sezóny 2012/2013 se ženský tým Tatranu sloučil s týmem Děkanka Praha (bývalý B tým klubu 1. HFK Děkanka), který o dvě sezóny dříve postoupil do Extraligy.
V ročnících 2005/2006 a 2024/2025 získaly ženy Pohár Českého florbalu.

### Největší úspěchy
- 5× mistr ČR: 1999, 1998, 1997, 1996 a 1995
- 4× vicemistr ČR v letech: 2025, 2005, 2004 a 2002
- 3× 3. místo: 2006, 2003 a 2000
- 2× vítěz Poháru Českého florbalu: 2025, 2005
- Další úspěchy: vítěz Czech Open 2004 a 1997, 3. místo na Poháru mistrů 1999

### Sezóny
| Sezóna                                                                              | Úroveň | Soutěž                  | Umístění | Poznámka                                                                                       |
| ----------------------------------------------------------------------------------- | ------ | ----------------------- | -------- | ---------------------------------------------------------------------------------------------- |
| 1994/1995                                                                           | 1      | 1. liga                 | 1.       | Hrála se jen základní část                                                                     |
| 1995/1996                                                                           | 1      | 1. liga                 | 1.       | Hrála se jen základní část                                                                     |
| 1996/1997                                                                           | 1      | 1. liga                 | 1.       | Hrála se jen základní část                                                                     |
| 1997/1998                                                                           | 1      | 1. liga                 | 1.       | Hrála se jen základní část                                                                     |
| 1998/1999                                                                           | 1      | 1. liga                 | 1.       | Mistr po vítězství ve finále play-off proti 1. SC SSK Vítkovice                                |
| 1999/2000                                                                           | 1      | 1. liga                 | 3.       | Výhra v zápase o 3. místo proti AC Sparta Praha CIEB                                           |
| 2000/2001                                                                           | 1      | 1. liga                 | 4.       | Prohra v zápase o 3. místo proti 1. SC SSK Vítkovice                                           |
| 2001/2002                                                                           | 1      | 1. liga                 | 2.       | Vicemistr po prohře ve finále play-off proti FBC Liberec Crazy Girls                           |
| 2002/2003                                                                           | 1      | 1. liga                 | 3.       | Výhra v zápase o 3. místo proti 1. SC SSK Vítkovice                                            |
| 2003/2004                                                                           | 1      | 1. liga                 | 2.       | Vicemistr po prohře ve finále play-off proti FBC Liberec Crazy Girls                           |
| 2004/2005                                                                           | 1      | 1. liga                 | 2.       | Vicemistr po prohře ve finále play-off proti FBC Liberec Crazy Girls                           |
| 2005/2006                                                                           | 1      | 1. liga                 | 3.       | Vypadnutí v semifinále play-off proti EVVA FbŠ Bohemians                                       |
| V sezónách 2006/2007 až 2008/2009 byl tým součástí 1. HFK CON INVEST Děkanka Praha. |        |                         |          |                                                                                                |
| Sezóny 2008/2009 až 2011/2012 ukazují výsledky týmu Děkanka Praha.                  |        |                         |          |                                                                                                |
| 2008/2009                                                                           | 2      | 1. liga – Skupina západ |          |                                                                                                |
| 2009/2010                                                                           | 2      | 1. liga – Skupina západ | 1.       | Postup do vyšší ligy                                                                           |
| 2010/2011                                                                           | 1      | Extraliga               | 8.       | Vypadnutí ve čtvrtfinále play-off proti Herbadent SJM Praha 11                                 |
| 2011/2012                                                                           | 1      | Extraliga               | 9.       | Výhra v 1. kole play-down proti FBK 001 Trutnov-Nové Město                                     |
| Sloučení s týmem Děkanka Praha.                                                     |        |                         |          |                                                                                                |
| 2012/2013                                                                           | 1      | Extraliga               | 10.      | Výhra v 1. kole play-down proti FbC COQUÍ Asper Šumperk                                        |
| 2013/2014                                                                           | 1      | Extraliga               | 7.       | Vypadnutí ve čtvrtfinále play-off proti Herbadent Praha 11 SJM                                 |
| 2014/2015                                                                           | 1      | Extraliga               | 11.      | Výhra v baráži proti itelligence Bulldogs Brno                                                 |
| 2015/2016                                                                           | 1      | Extraliga               | 12.      | Prohra v 2. kole play-down proti TEMPISH FBS Olomouc – Sestup do nižší ligy                    |
| 2016/2017                                                                           | 2      | 1. liga – Skupina západ | 1.       | Vítězství ve finále play-off proti itelligence Bulldogs Brno – Postup do vyšší ligy            |
| 2017/2018                                                                           | 1      | Extraliga               | 10.      | Výhra v 1. kole play-down proti K1 Florbal Židenice                                            |
| 2018/2019                                                                           | 1      | Extraliga               | 8.       | Vypadnutí ve čtvrtfinále play-off proti FBC ČPP Bystroň Group Ostrava                          |
| 2019/2020                                                                           | 1      | Extraliga               | 6.       | Sezóna ukončena po dvou prohraných zápasech čtvrtfinále play-off proti 1. SC TEMPISH Vítkovice |
| 2020/2021                                                                           | 1      | Extraliga               | 4.       | Vypadnutí v semifinále play-off proti FAT PIPE Florbal Chodov                                  |
| 2021/2022                                                                           | 1      | Extraliga               | 4.       | Vypadnutí v semifinále play-off proti FAT PIPE Florbal Chodov                                  |
| 2022/2023                                                                           | 1      | Extraliga               | 4.       | Vypadnutí v semifinále play-off proti 1. SC TEMPISH Vítkovice                                  |
| 2023/2024                                                                           | 1      | ČEZ Extraliga           | 4.       | Vypadnutí v semifinále play-off proti FAT PIPE Florbal Chodov                                  |
| 2024/2025                                                                           | 1      | ČEZ Extraliga           | 2.       | Vicemistr po prohře ve finále play-off proti 1. SC Tempish Vítkovice Natios                    |

### Známí trenéři
- Radim Cepek (?–2002?)
- Karolína Šatalíková (2002?–2006)
- Michaela Marešová (2019–2022)
- Vladimír Fuchs (2023–)

### Známé hráčky
- Vendula Beránková (2019–2023)
- Denisa Billá (2002–2005, 2019–2020)
- Ilona Novotná (2002–2006)
- Dominika Podhráská (Šteglová) (2003–2006)
- Petra Skružná (Chybová) (?–2000)
- Alena Slováková (?–2006)
- Karolína Šatalíková (1994?–2003)
- Hana Šmeráková (Váňová) (?–2006)
- Markéta Šteglová (?–2002)

### Soupiska
| #  | Pozice | Hráč               |
| -- | ------ | ------------------ |
| 6  | B      | Markéta Antalová   |
| 93 | B      | Veronika Novotná   |
| 73 | O      | Šárka Ježdíková    |
| 96 | O      | Michaela Stránská  |
| 2  | Ú      | Nikola Hermannová  |
| 5  | Ú      | Tereza Bystrianská |
| 8  | Ú      | Lucie Vernerová    |
| 11 | Ú      | Karolína Stůjová   |
| 13 | Ú      | Sofie Gocová       |
| 16 | Ú      | Linda Fuchsová     |

| #  | Pozice | Hráč               |
| -- | ------ | ------------------ |
| 17 | Ú      | Bára Matějková     |
| 18 | Ú      | Pavlína Soukupová  |
| 26 | Ú      | Barbora Husková    |
| 27 | Ú      | Mariana Býčková    |
| 29 | Ú      | Lucie Želízková    |
| 37 | Ú      | Karolína Bláhová   |
| 48 | Ú      | Gabriela Vaníčková |
| 64 | Ú      | Anežka Macháčková  |
| 77 | O      | Adéla Bořilová     |
| 96 | Ú      | Michaela Mechlová  |

## Známí odchovanci
- Patrik Dóža
- Anet Jarolímová